# Hranitne, Malîn
Hranitne (în ucraineană Гранітне) este o așezare de tip urban din raionul Malîn, regiunea Jîtomîr, Ucraina. În afara localității principale, nu cuprinde și alte sate.

## Demografie
Componența lingvistică a așezării de tip urban Hranitne
     Ucraineană (95,34%)
     Rusă (3,86%)
     Alte limbi (0,43%)
Conform recensământului din 2001, majoritatea populației așezării de tip urban Hranitne era vorbitoare de ucraineană (95,34%), existând în minoritate și vorbitori de rusă (3,86%).